# Louis de Montravel
Antoine-Jean-Louis de Tardy, vicomte de Montravel, né à Joyeuse le 7 mars 1823 décédé le 28 février 1909 au château de Blou à Thueyts (qu'il avait acheté en 1901 aux descendants de Ange-Joachim, comte de Blou), est un érudit français. 
Il est inhumé dans le caveau familial au cimetière de Joyeuse.

## Biographie
Il est le fils aîné de Antoine Maurice de Tardy, vicomte de Montravel, et de Fanny du Rouchet de Chazotte-Carrière. Élevé par son père et par des maîtres d'agréments, il alla successivement à Paris, Lyon et Grenoble, pour y suivre des cours de littérature, de droit, d'histoire naturelle et de botanique. Il parcourut pendant deux ans, avec des professeurs, les Alpes dauphinoises et la Savoie, y recueillant les plantes qui devaient former son très complet herbier français.
Rentré à Joyeuse au commencement de l'année 1848, il fut élu à l'unanimité membre du conseil municipal de cette ville ; mais il refusa, après le coup d'État, de prêter le serment à Napoléon III et fut, pour cette cause, tenu en suspicion pendant tout le temps de ce règne. Réélu à la chute de l'empire, mais pour peu de temps, il resta le chef du parti conservateur en qualité de président des comités catholiques et du conseil de fabrique. 
Il se fixa dans sa maison paternelle de Joyeuse où il s'adonna entièrement à l'histoire de la noblesse du Vivarais, à celle des paroisses de ce diocèse et à d'autres travaux archéologiques. Parmi ses travaux, ce fut à l'histoire de sa propre famille qu'il donna tous ses soins, et ce ne fut pas sans peine qu'il parvint à la reconstituer par des recherches patientes, continues et considérables. C'est grâce aux documents nombreux et aux titres authentiques qu'il a pu réunir, qu'il a dressé cette complète généalogie, conforme en tous points à l'histoire et à la tradition.
Albin Mazon dans son Voyage dans le midi de l'Ardèche le cite comme un amateur de l'histoire de Joyeuse : "encore nous dit-on s'en occupe-t-il surtout au point de vue des généalogies."
Il collabora régulièrement à la Revue du Vivarais.
Le 12 août 1854, une lettre de félicitations lui fut adressée par le ministre de l'agriculture au sujet du mémoire qu'il avait été chargé de faire, sur l'enquête agricole et industrielle, dans le Vivarais. Peu de temps après, il rend visite à ses cousins et son oncle Eugène, châtelain du château des Chaléon à Vif (près de Grenoble), et reste vivre là-bas pendant deux années avant d'être rappelé à Joyeuse par son père.
Il fut nommé successivement :
- Membre de la société française d'archéologie et inspecteur des monuments historiques pour l'Ardèche, par diplôme du 2 mai 1856.
- Membre de la société des sciences et des belles lettres de l'Ardèche, le 20 mars 1859[5],[6].
- Membre de la société linnéenne de Lyon, le 13 février 1860.
- Membre de la société zoologique d'acclimatation, le 2 novembre 1860.
- Membre de la société des belles lettres de la Loire.
- Membre de la société archéologique de la Drôme.
- Membre honoraire du Conseil héraldique de France. , le 2 mars 1892.
- Membre de l'Istituto araldico italiano de Rome qui le gratifia de sa décoration.

Le 3 janvier 1861, il avait fait dresser un acte de notoriété du titre de Vicomte.
Il a épousé, à Lyon, par contrat du 10 janvier 1861, Demoiselle Marie-Amélie Vétillard du Ribert, née à Lyon le 11 novembre 1835.
Les enfants nés de son mariage sont :
- Elisabeth-Françoise-Marie-Louise-Pauline née à Joyeuse le 23 juin 1863.
- Marie-Jeanne-Antonine-Louise née à Joyeuse le 3 juin 1865.
- Emmanuel-Marie-Louis-Eugène né à Joyeuse le 25 décembre 1866.
- Jean né à Péronnas le 29 septembre 1868.
- Pierre-Marie-Joseph-Charles né à Joyeuse le 7 mars 1871.
- Jacques-Marie-Antoine-Henry né à Joyeuse le 27 septembre 1873

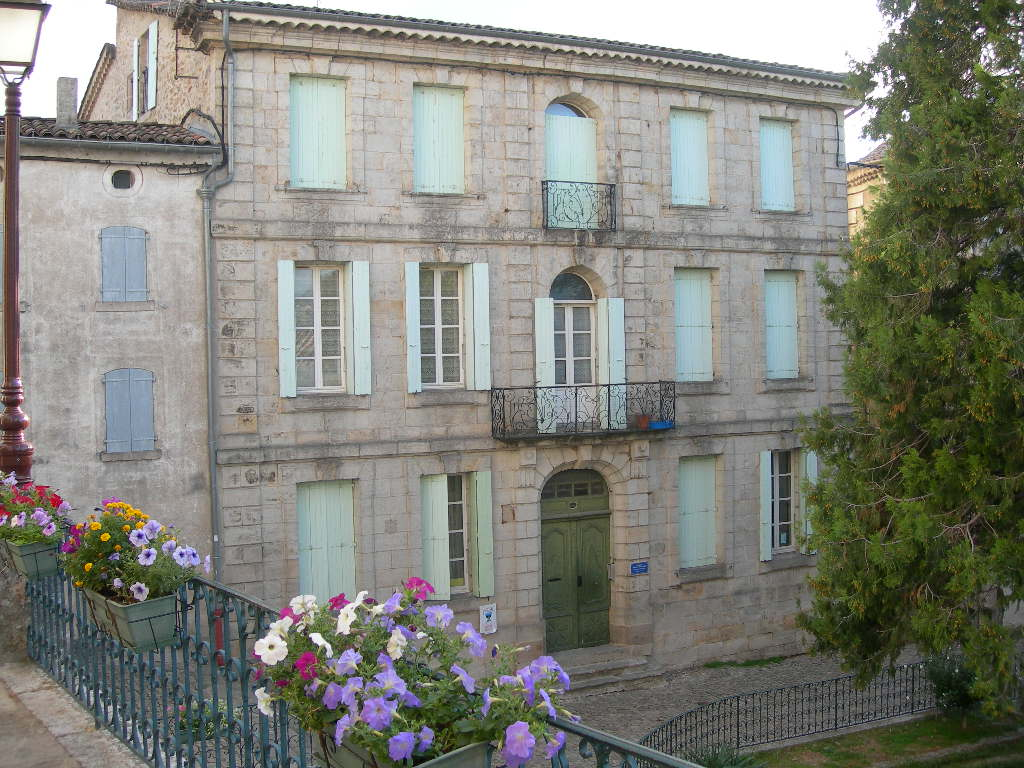
Hôtel de Montravel à Joyeuse
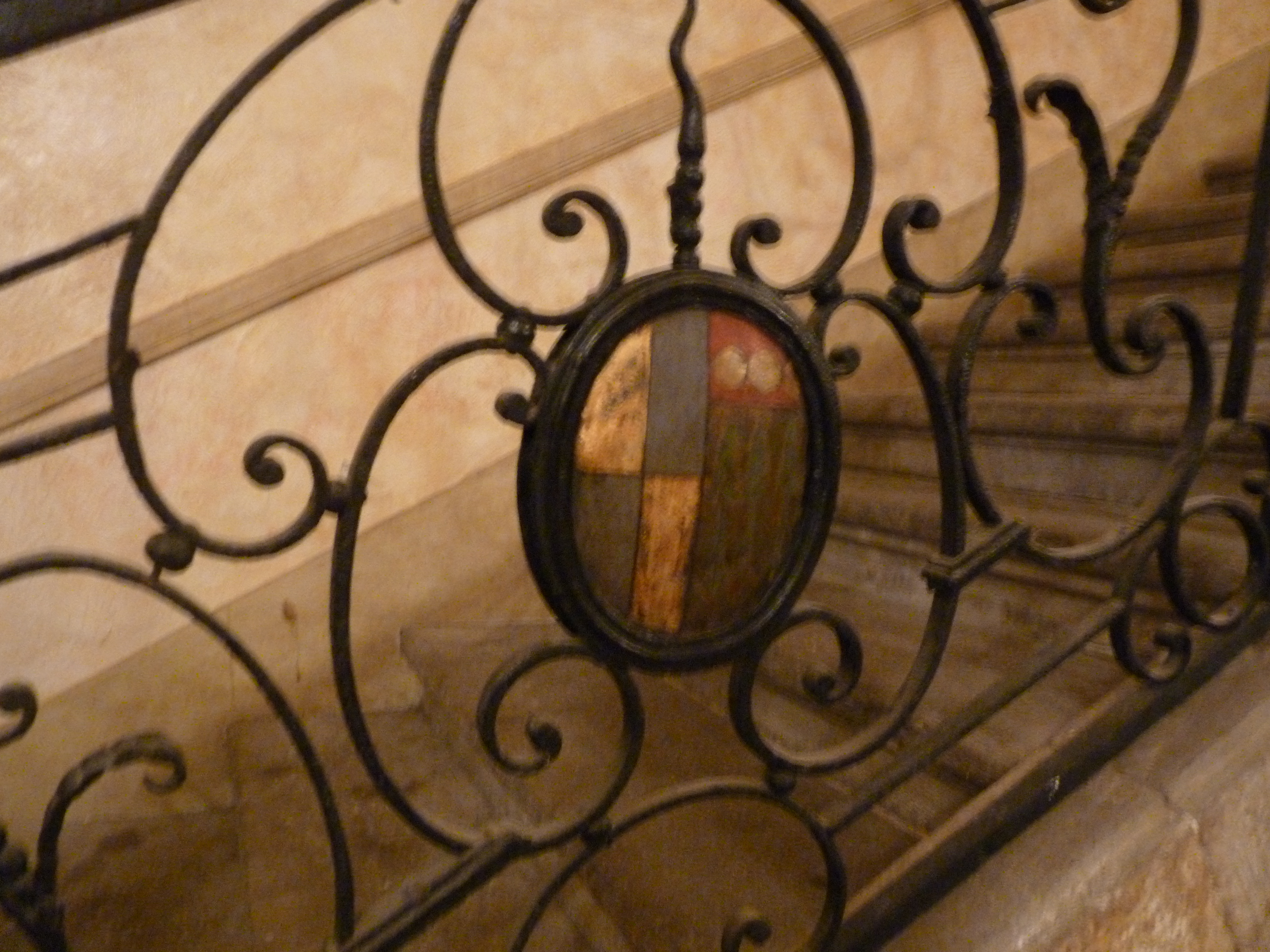
Armes des Montravel (Escalier de l'hôtel de Montravel à Joyeuse)
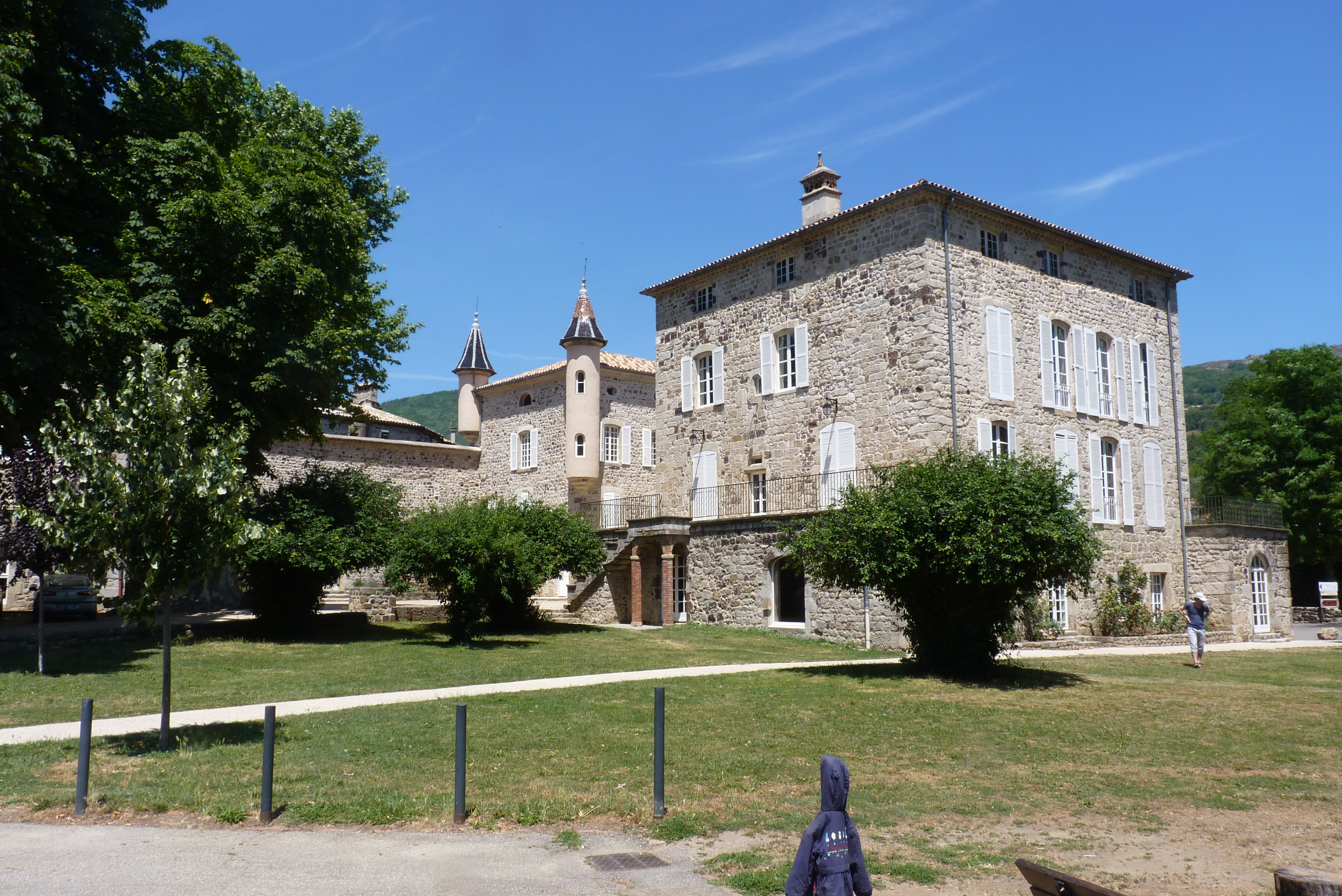
Château de Blou à Thueyts
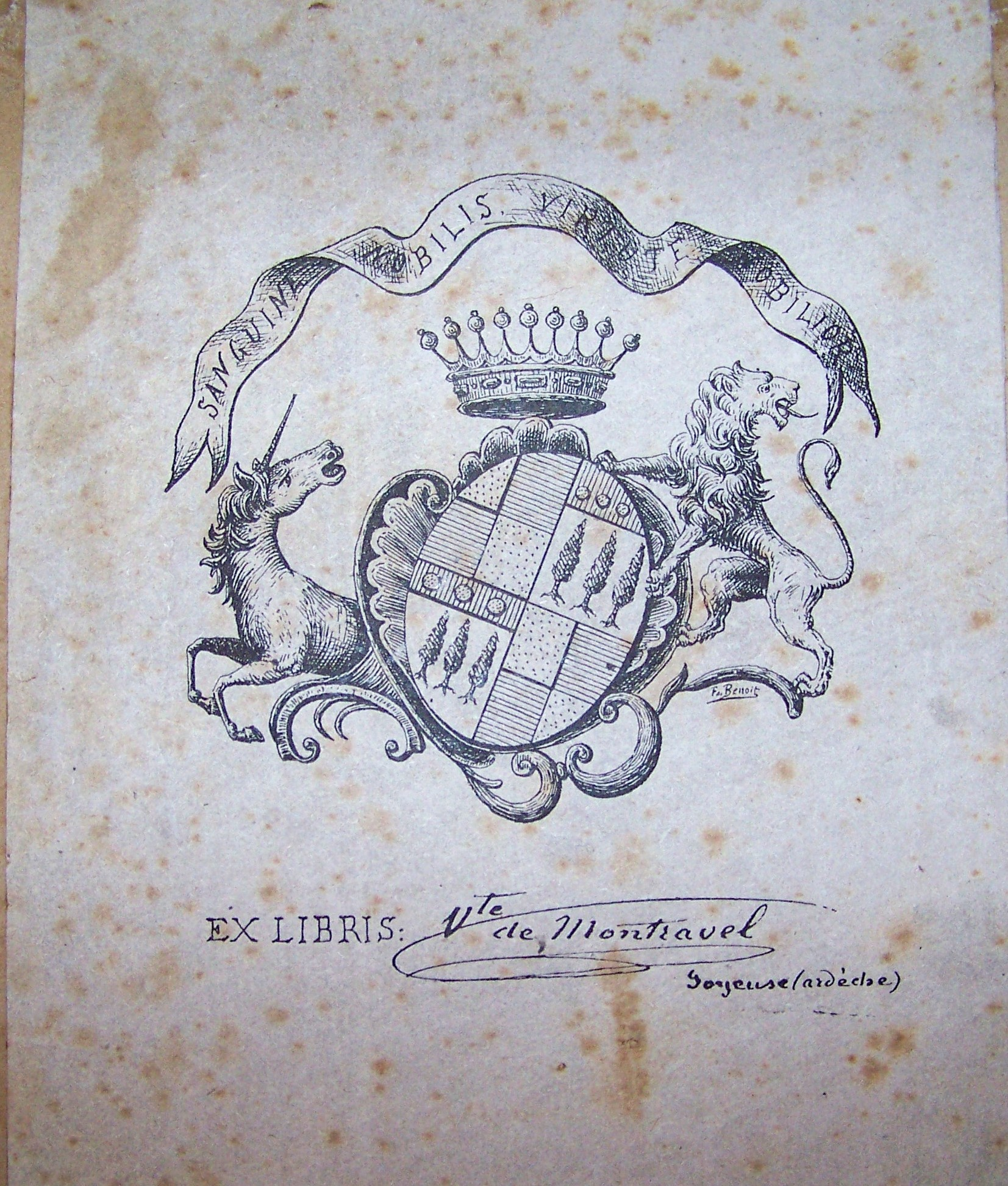
Ex-libris de Louis de Montravel

## Héraldique
Les armes de la maison de Tardy de Montravel sont : "écartelé d'or et d'azur", qui est de Montravel ; "sur le tout : d'argent à trois cyprès arrachés et rangés en pal de sinople; au chef de gueule chargé de trois besants d'or", qui est de Tardy.

- Supports : Un lion armé et lampassé de gueules à dextre, qui est de Montravel, et une licorne à sénestre de l'écu, qui est de Tardy.
- Timbre : Couronne comtale.
- Cimier : Un casque d'argent à neuf grilles d'or, les bords du même, posé en tiers.
- Lambrequins : D'or, d'azur, de gueules, d'argent et de sinople.

Devises : "Sanguine nobilis, virtute nobilior", "Noble par le sang, plus noble par la vertu" Qui est de Tardy, "In eo, aut cum eo", "sur lui, ou avec lui" qui est de Montravel.
- Ex-Libris[7]

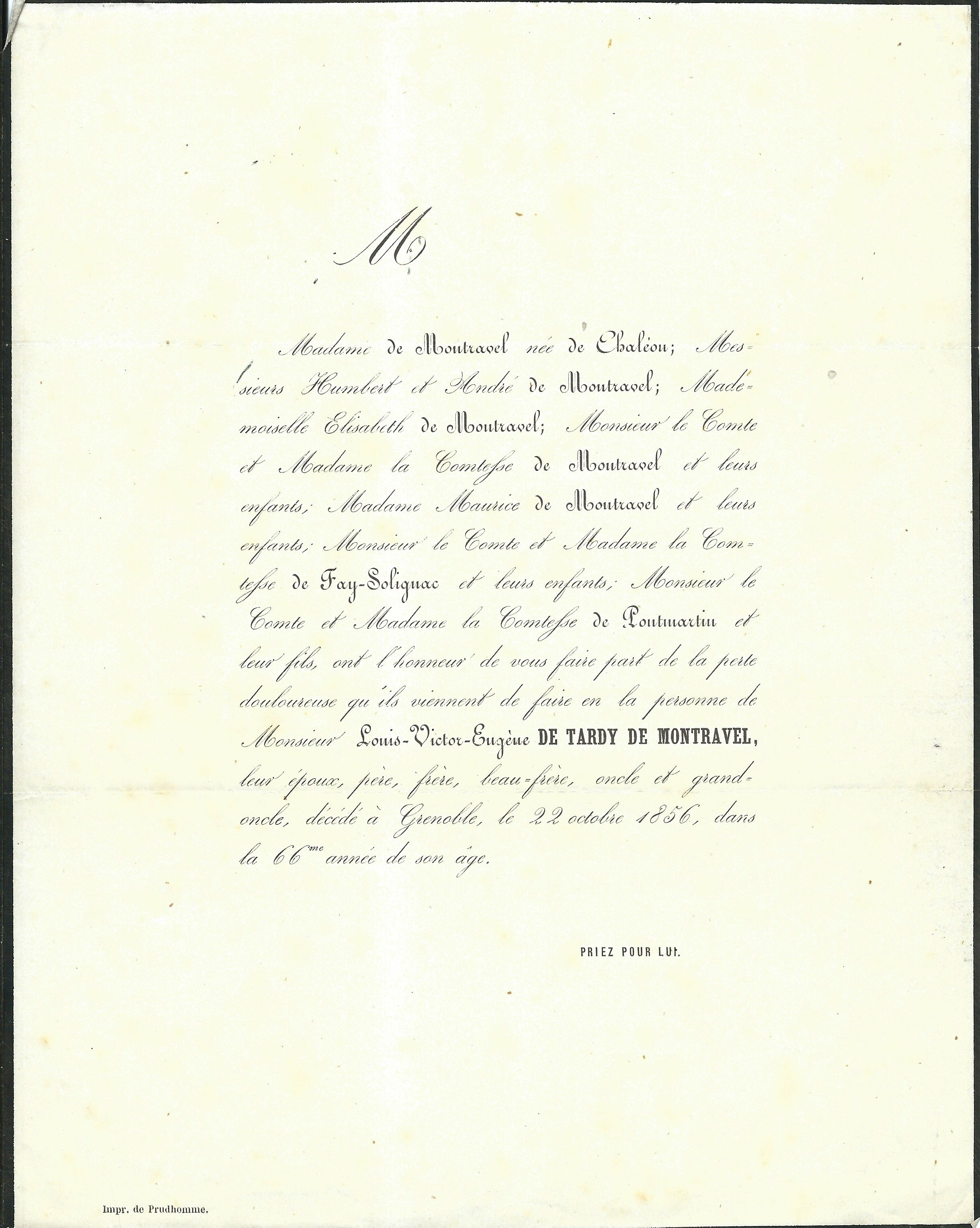
Louis-Victor Eugène de Tardy de Montravel décédé le 22 octobre 1856
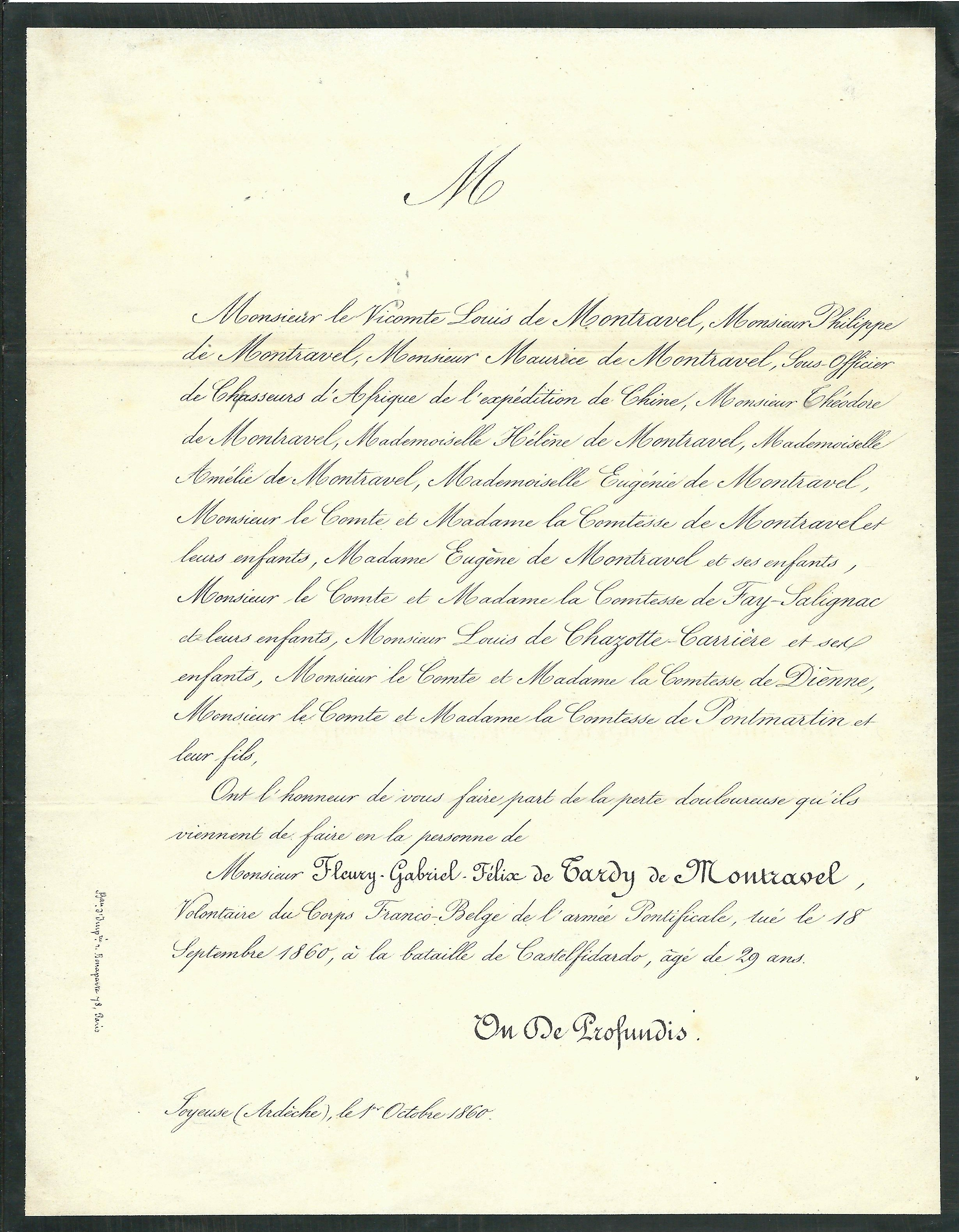
Fleury Gabriel de Tardy de Montravel tué le 18 septembre 1860 à la bataille de Castelfidardo.
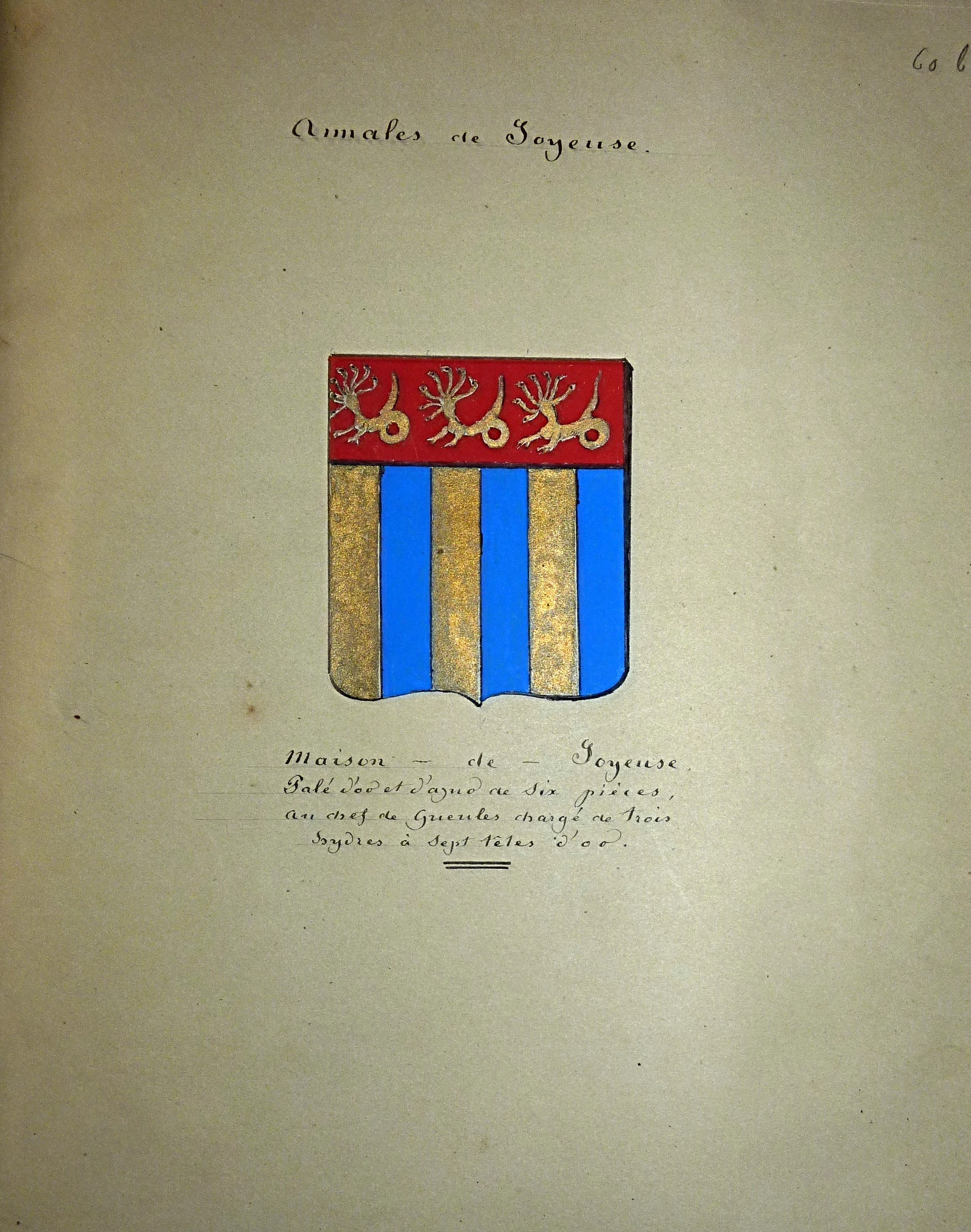
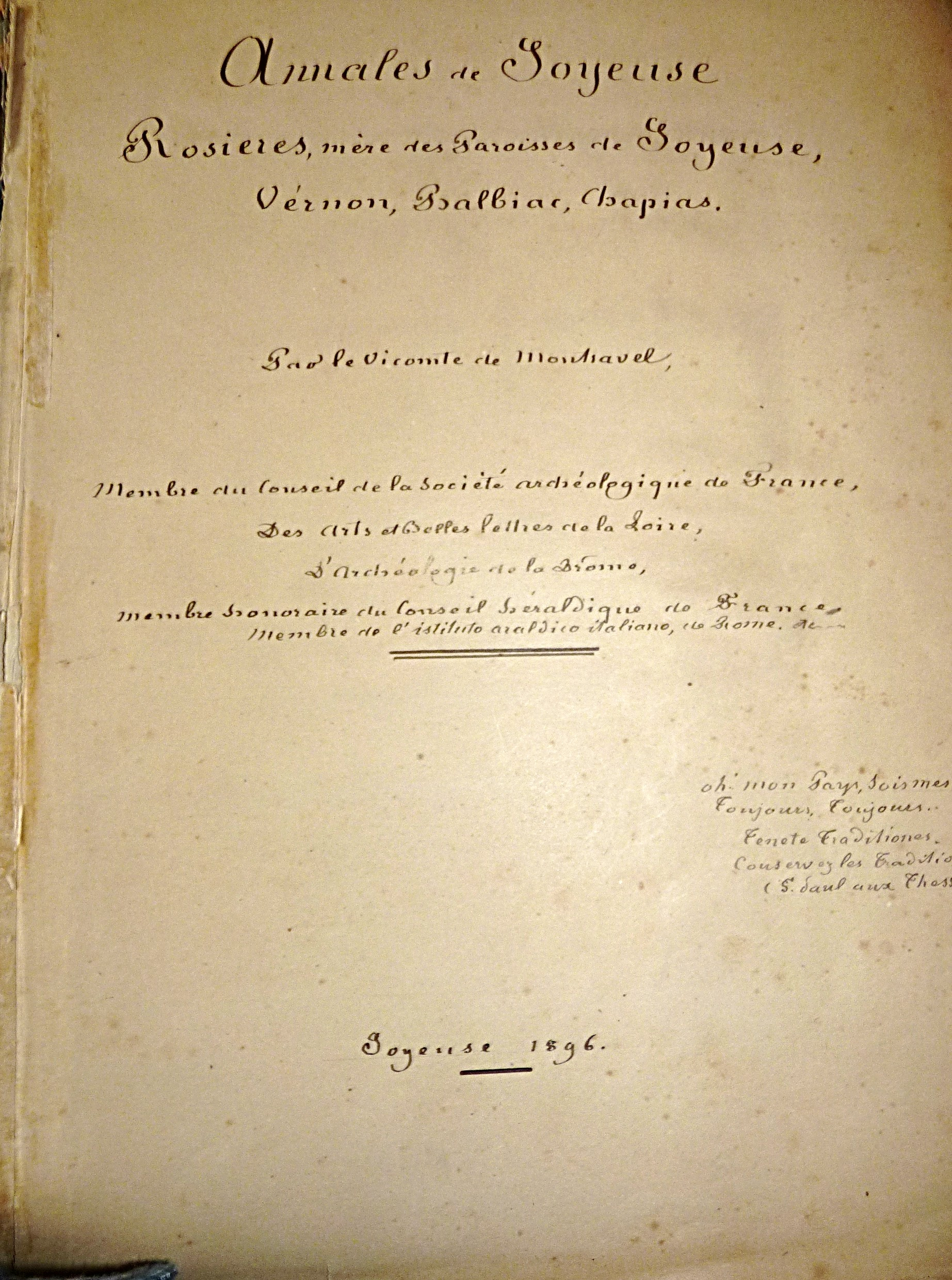
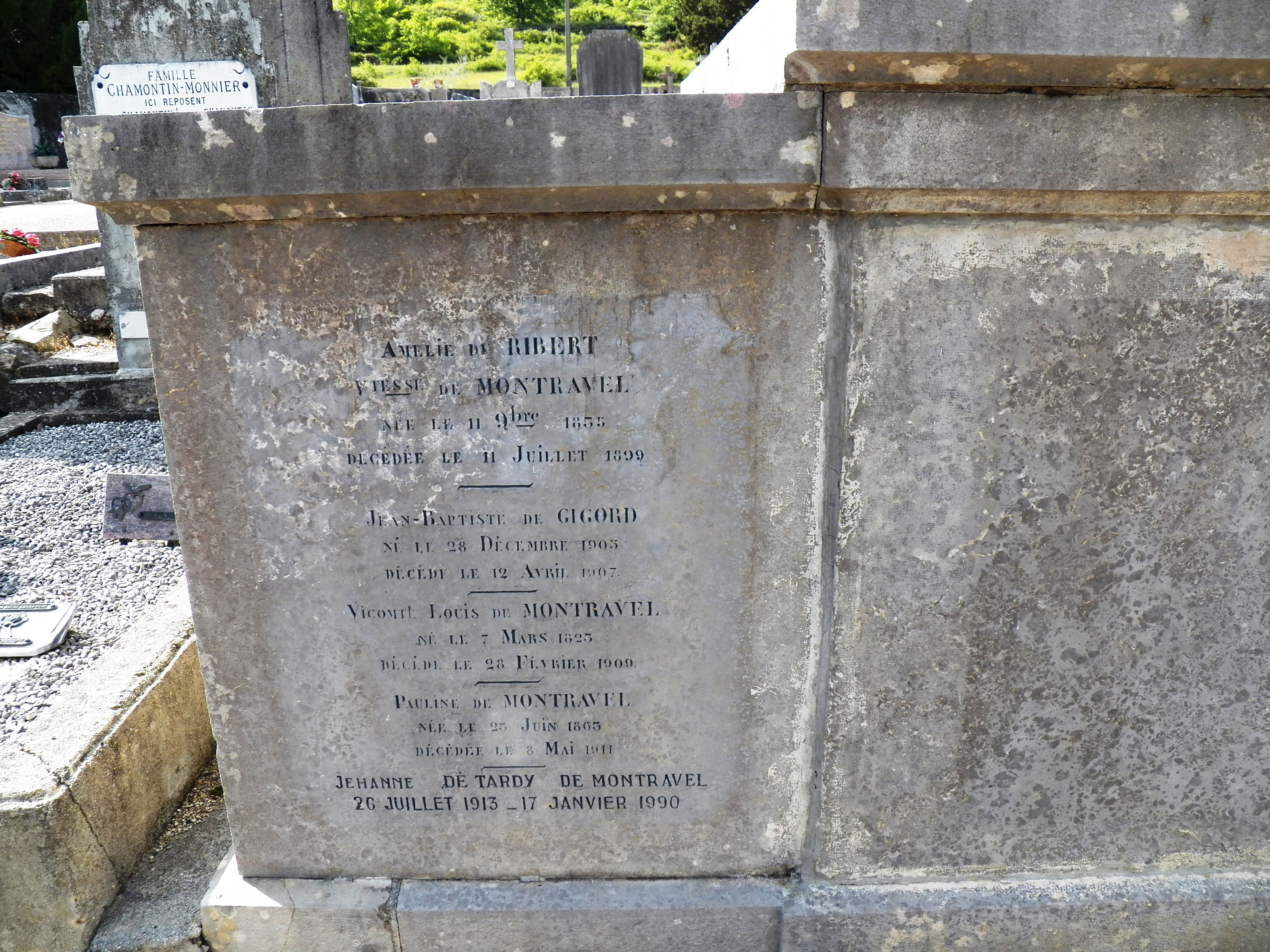
Tombe Montravel -Joyeuse 07260
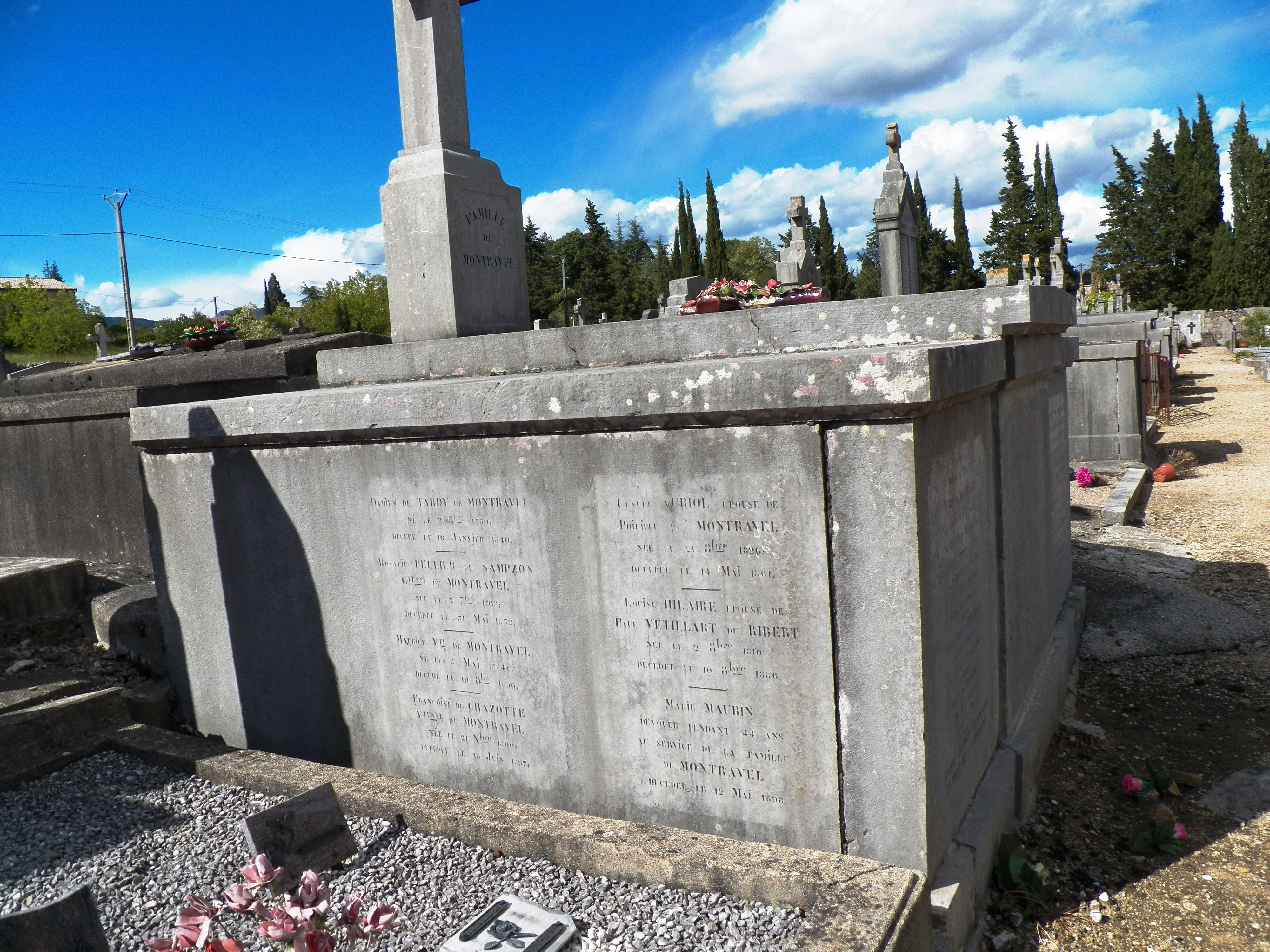
Tombe Montravel